# Sistema hamiltoniano superintegrable
En matemáticas, un sistema hamiltoniano superintegrable es un sistema hamiltoniano en una variedad simpléctica de dimensión {\displaystyle 2n} en el que se cumplen las siguientes condiciones:
(i) Existen {\displaystyle k>n} integrales de movimiento {\displaystyle F_{i}} independientes. Sus superficies de nivel (subvariedades invariantes) forman una variedad fibrada {\displaystyle F:Z\to N=F(Z)} sobre un subconjunto abierto y conexo {\displaystyle N\subset \mathbb {R} ^{k}}.
(ii) Existen funciones reales diferenciables {\displaystyle s_{ij}} en {\displaystyle N} tales que el corchete de Poisson de las integrales de movimiento se expresa como {\displaystyle \{F_{i},F_{j}\}=s_{ij}\circ F}. 
(iii) La función matricial  {\displaystyle s_{ij}} es de corrango constante {\displaystyle m=2n-k} en {\displaystyle N}.
Si {\displaystyle k=n}, el sistema es completamente integrable. El teorema de Mishchenko-Fomenko para sistemas hamiltonianos superintegrables generaliza el teorema de Liouville-Arnold para las coordenadas de acción-ángulo en sistemas completamente integrables como sigue.
Supongamos que las subvariedades invariantes de un sistema hamiltoniano superintegrable son conexas y mutuamente difeomorfas. Entonces la variedad fibrada {\displaystyle F} es un fibrado en el toro {\displaystyle T^{m}}. Existe un entorno abierto {\displaystyle U}  de {\displaystyle F} que es un fibrado trivial dado con las coordenadas de acción-ángulo generalizadas {\displaystyle (I_{A},p_{i},q^{i},\phi ^{A})}, {\displaystyle A=1,\ldots ,m}, {\displaystyle i=1,\ldots ,n-m} tal que {\displaystyle (\phi ^{A})} son coordenadas en {\displaystyle T^{m}}.  Estas coordenadas son las coordenadas de Darboux en una variedad simpléctica {\displaystyle U}. El hamiltoniano de un sistema superintegrable solo depende de las variebles de acción {\displaystyle I_{A}} que son las funciones de Casimir de la estructura de Poisson coinducida en {\displaystyle F(U)}.
El teorema de Liouville-Arnold para sistemas completamente integrables y el teorema de Mishchenko-Fomenko para los superintegrables se generalizan al caso de subvariedades invariantes no compactas, que son difeomorfas al cilindro toroidal {\displaystyle T^{m-r}\times \mathbb {R} ^{r}}.